# Wojnowice (przystanek kolejowy)
Wojnowice – nieczynny przystanek kolejowy położony w Wojnowicach.